# Dragomirești (gmina w okręgu Vaslui)
Dragomirești – gmina w Rumunii, w okręgu Vaslui. Obejmuje miejscowości Băbuța, Belzeni, Boțoi, Ciuperca, Doagele, Dragomirești, Poiana Pietrei, Popești, Rădeni, Semenea, Tulești 
i Vladia. W 2011 roku liczyła 4900 mieszkańców.